# Plestiodon parviauriculatus
Plestiodon parviauriculatus (північний карликовий сцинк) — вид сцинкоподібних ящірок родини сцинкових (Scincidae). Ендемік Мексики.

## Поширення і екологія
Північні карликові сцинки мешкають у західних передгір'ях Західної Сьєрра-Мадре в штаті Сонора. Вони живуть в напівпустельних чагарниках на низьких висотах.